# 매슈 마즈든
매슈 마즈든(Matthew Marsden, 1973년 3월 3일 ~ )은 잉글랜드의 배우이다.

## 출연 작품
- 썬플라워 (2017)
- 특수기동대 3: 언더 시즈 (2017)
- 새비지도그 (2017)
- 셀링 이소벨 (2016)
- 라이즈 어게인 (2014)
- 바운티 킬러 (2013)
- 아틀라스 슈러그드: 파트 1 (2011)
- 로스트 골드 오브 칸 (2011)
- Madso's War (2010)
- 트랜스포머: 패자의 역습 (2009)
- 람보 4: 라스트 블러드 (2008)
- 레지던트 이블 3 - 인류의 멸망 (2007)
- DOA (2006)
- 타마라 (2005)
- 아나콘다 2 - 사라지지 않는 저주 (2004)
- 헬렌 오브 트로이 (2003)
- 블랙 호크 다운 (2001)
- 샤이너 (2000)

### 텔레비전
- 코로네이션 스트리트 (1960)